# Мееров, Михаил Владимирович
Михаил Владимирович Мееров (1911—2004) — механик, лауреат премии имени А. А. Андронова (1977).

## Биография
Михаил (Мендл) Мееров родился (по официальной биографии) 15 августа 1911 года, в еврейской колонии Горькая (№ 11) Александровского уезда Екатеринославской губернии.
В 1920 году его отец умер от тифа.
В 1938 году окончил Харьковский электротехнический институт.
С 1946 по 1991 годы — работа в Институте автоматики и телемеханики АН СССР (сейчас это — ИПУ РАН) сначала в должности старшего научного сотрудника, а с 1962 года — заведующего лабораторией № 19 многосвязных систем управления.
В 1947 году — защита докторской диссертации, тема: «Системы автоматического регулирования, устойчивые при сколь угодно малой статической ошибке, и следящие системы, устойчивые при сколь угодно малой динамической ошибке».
Автор порядка 200 научных статей и 12 монографий.
С начала 60-х годов вел преподавательскую деятельность в должности профессора Московского института нефтехимической и газовой промышленности, руководил кафедрой «Автоматика и телемеханика».
Умер 4 мая 2004 года.

## Семья
Жена — Сара Юдковна Токарская (1923—2008). Дочь Тамара (род. 1948), в 1970 окончила мехмат МГУ, с 2000 года замужем за математиком И. Н. Бернштейном.

## Научная деятельность
Для его научных работ характерно сочетание ясности рассмотрения физических процессов и строгости используемых им современных математических методов, стремление к максимальному использованию особенностей внутренних структурных связей многосвязных объектов для создания высококачественных систем регулирования. Одним из основных приложений предложенных им идей было создание оптимальных систем регулирования нефтеотдачи.
В пионерских работах М. В. Меерова и его сотрудников были впервые разработаны методы, определяющие режимы работы скважин, максимизирующие суммарную добычу нефти при соблюдении технико-экономических ограничений.

## Из библиографии
- Исследования по теории многосвязных систем : [Сб. статей] / Ин-т пробл. управления(автоматики и телемеханики); [Отв. ред. Б. Н. Петров, М. В. Мееров]. - М. : Наука, 1982. - 151 с.

## Награды
Премия имени А. А. Андронова (1977) — за цикл работ по структурному синтезу систем управления и новым принципам построения многосвязных систем